# Manuel Taboada
Manuel Baldomero Taboada (Villa Matará, departamento Sarmiento, provincia de Santiago del Estero, 27 de febrero de 1817 - Santiago del Estero, 7 de septiembre de 1871) fue un político y militar argentino, caudillo de Santiago del Estero durante más de 20 años, aliado del gobierno del presidente Bartolomé Mitre.

## Biografía

### Origen familiar
La familia Taboada provenía de ascendencia noble, de muy antigua estirpe, desde las tierras solariegas de sus antepasados en Lugo, Navarra y Castilla. Lucharon a la orden de los Grandes de España, comenzando por sus ancestros de la nobleza española que provenían desde el año 1685, con los condes de Taboada y Castro. Estuvieron emparentados con Francisco Gil de Taboada, de gran actuación en las colonias del Alto Perú.
Manuel fue hijo de Águeda Ibarra Paz y Figueroa, hermana menor del brigadier general Juan Felipe Ibarra, caudillo que fundó la provincia de Santiago del Estero y la gobernó hasta su muerte, durante 30 años. Su padre fue Leandro Taboada, quien sirvió en 1810 en el Batallón Patricios Santiagueños de Juan Francisco Borges, a quien traicionó en 1817. Por parte de su padre, Manuel fue sobrino de Tomás Juan de Taboada, teniente de gobernador de Santiago del Estero en 1815.
Fue su hermano mayor Antonino Taboada, oficial que luchó bajo las órdenes de Juan Lavalle contra Juan Manuel de Rosas y que años más tarde llegaría a ser general. Entre sus ocho hermanos menores, destacaron Gaspar Taboada, que se dedicó a los negocios, y Felipe Taboada, el primer pintor y escultor destacado de Santiago del Estero.

### Infancia y juventud
Es poco lo que se sabe de la niñez de Manuel, salvo que viajó junto a su hermano Antonino para radicarse en Buenos Aires en la década de 1830 y regresaron en la siguiente de 1840. Desde temprano se destacó por ser el hombre político entre sus hermanos. No tuvo una ilustración, ya que en esos tiempos ni siquiera había donde adquirirla, pero estaba dotado de talentos naturales, clara visión y un gran carácter. Su escasa instrucción de ninguna manera disminuyó sus méritos, al contrario, demostró las capacidades innatas que poseía.
Hacia 1840 comenzó su carrera política, cuando fue nombrado jefe de la custodia del gobernador Ibarra y desde 1843 fue su secretario particular. Si bien no era amigo del círculo más cercano a Ibarra, se rodeó de un grupo de jóvenes más o menos educados que aspiraban a un cambio.
Manuel Taboada se alejó de Ibarra hacia 1850, por un desacuerdo sobre el uso de ciertos fondos enviados por Juan Manuel de Rosas a este; igualmente era considerado por muchos notables de la provincia como el dirigente más adecuado para suceder al caudillo.
El mismo día que murió Ibarra, el 15 de julio de 1851, fue elegido gobernador interino Mauro Carranza, primo de Manuel y socio estratégico. Carranza se empeñó en organizar su gobierno y llamó a elecciones para reinstalar la Legislatura en la provincia, que no existía desde hacía quince años. Por otro lado, Taboada se dedicó a organizar las elecciones: pronto tuvo una lista completa, armada con sus parientes y amigos.
Las elecciones se llevaron a cabo el 26 de septiembre de 1851. En la ciudad los resultados fueron parejos para ambas listas, pero en la campaña el resultado fue ampliamente favorable a Taboada y su partido, por lo que los partidarios de Carranza fueron derrotados. El gobernador declaró nulas las elecciones, argumentando que se había cometido fraude, violación a las leyes y porque elementos taboadistas habían atropellado la libertad de sufragio. Carranza convocó nuevamente a elecciones y para asegurarse el triunfo, removió a los comandantes de campaña leales a los Taboada. De esta manera, Mauro Carranza fue elegido gobernador, con solo 38 votos de los 200 ciudadanos que estaban habilitados a votar.

### Gobernador de Santiago del Estero: primer y segundo mandato

#### La guerra civil por el poder

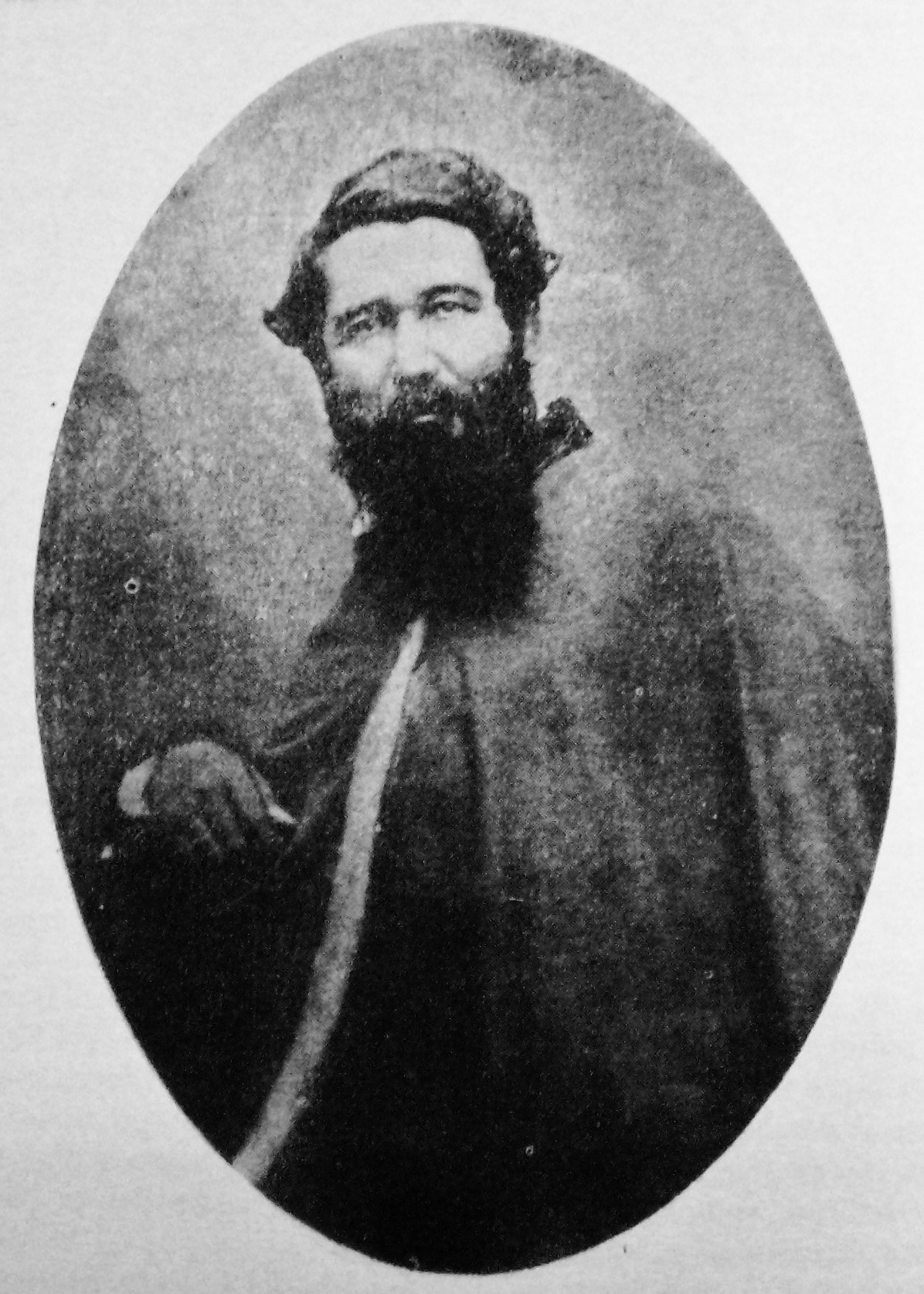
General Antonino Taboada, hermano mayor de Manuel.

Manuel y su hermano Antonino, reunieron una montonera de gauchos en el interior de la provincia, con la cual sitiaron la capital provincial. Ante esta amenaza, Carranza delegó el mando en Pío Achával y partió a Tucumán para conseguir apoyo militar. Mientras tanto, Taboada ocupó la capital el 5 de octubre de 1851. Ese mismo día constituyó la Legislatura con los representantes elegidos en los comicios anulados por Carranza y eligieron a Manuel Taboada gobernador de la provincia por un período de tres años. Durante ese lapso, se rigió primero por el Reglamento Provisorio de 1817 y luego por el reglamento de julio de 1830.
El gobernador y caudillo tucumano, general Celedonio Gutiérrez, organizó fuerzas con las que apoyó a Carranza para reponerlo en el cargo. En respuesta, Antonino formó rápidamente un ejército provincial, con el que los Taboada derrotaron a los partidarios de Carranza en dos pequeñas batallas: el 10 de diciembre de 1851, Antonino venció a las fuerzas de Manuel Ibarra en  el combate de Tronco Rabón; luego en el combate de Gramilla, derrotó a las milicias de Pío Achaval, el 17 de enero de 1852.

#### Pronunciamiento a favor de Urquiza
Prudentemente, Manuel Taboada apoyó a Rosas contra el avance del general Justo José de Urquiza, pero también apoyó en secreto a este último, debido a los cambios políticos que se estaban produciendo a nivel nacional.
A pocos días de asumir el mando, Taboada comunicó de su elección como gobernador a Rosas en una carta fechada el 10 de octubre de 1851. En ella informaba los pormenores de la revolución en contra de Carranza, las causas del movimiento y la ratificación de Rosas como jefe supremo. Al mismo tiempo, designó como su representante en Buenos Aires a Eduardo Lahitte.
Sin embargo, al llegar la noticia de la batalla de Caseros y la caída de Rosas, el 3 de febrero de 1852, motivó un cambio radical en la orientación política del gobierno provincial de Taboada. De pertenecer al bando rosista, Antonino y Manuel Taboada se pronunciaron a favor de Urquiza, pasándose al bando antirosista. El 13 de marzo, consecuentemente con el cambio de orientación política, se sancionó una ley por la cual se confiscaron todos los bienes de Ibarra, no tanto por el símbolo o por el dinero en sí, sino porque los herederos del caudillo eran amigos de Carranza. Además, se le imputaba a Ibarra haber administrado arbitrariamente los caudales de la provincia y la falta de rendiciones de cuentas. Sus bienes fueron reducidos a efectivo, quedando a disposición del Poder Ejecutivo de la provincia. La antigua vivienda de Ibarra, sita en las actuales calles Avellaneda y 25 de mayo de la ciudad capital, pasó a ser la Casa de Gobierno.
Manuel viajó a San Nicolás de los Arroyos, donde firmó el 31 de mayo de 1852 el Acuerdo de San Nicolás, que sentó las bases para organizar las instituciones de la república y convocar a una convención que sancionaría la Constitución Nacional. Taboada fue el gobernador más joven de los que estuvieron presentes.
Se rodeó de su círculo de amigos y parientes, entre los cuales estaba el sacerdote Benjamín Lavaisse y el abogado José Benjamín Gorostiaga (diputados en el Congreso Constituyente de 1853), Amancio Alcorta, Domingo Palacio, Juan Francisco Borges (h) (el hijo del fundador del federalismo santiagueño) y, sobre todo, Absalón Ibarra (hijo natural del caudillo, criado con los Taboada desde niño).

#### Guerra civil en el Norte

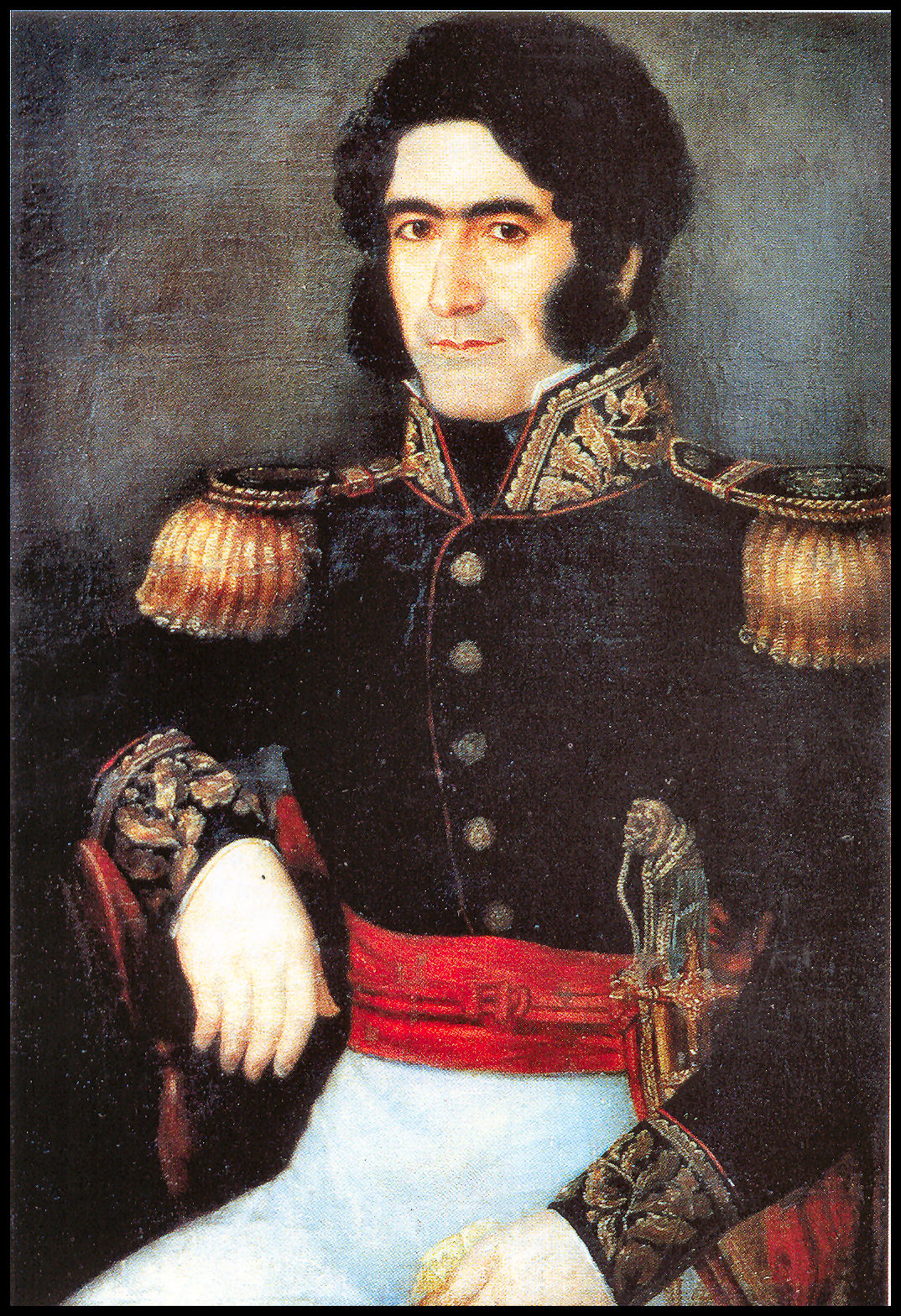
General Celedonio Gutiérrez, gobernador de Tucumán y enemigo de los Taboada.

A su regreso, Manuel apoyó a los unitarios de Tucumán, que habían depuesto al gobernador rosista Celedonio Gutiérrez. Antonino Taboada quiso impedir el regreso del tucumano. Sin embargo, Gutiérrez volvió a ocupar el gobierno en enero de 1853, destituyendo del cargo al unitario Manuel Alejandro Espinosa, quien partió hacia Santiago del Estero. Antonino, junto con Espinosa y el sacerdote José María del Campo, reunieron sus tropas, pero fueron derrotados por las fuerzas de Gutiérrez en la batalla de Arroyo del Rey, el 21 de febrero de 1853. Espinoza murió en el campo de batalla.
A pesar de esto, Manuel no reconoció a Gutiérrez como gobernador de Tucumán y el director provisional de la Confederación Argentina, Justo José de Urquiza, en un principio no adoptó posición alguna. Sin embargo, buscó mantener a las provincias bajo su órbita y para ello era indispensable asegurar la paz en el Norte. Urquiza escribió a las provincias norteñas solicitando el reconocimiento de Gutiérrez y les recomendó que se abstuvieran de realizar acciones armadas. Catamarca y Jujuy reconocieron oficialmente a Gutiérrez; Salta obedeció parcialmente las instrucciones al retirar sus tropas de la frontera con Tucumán. Por su parte, solo Manuel Taboada se mantuvo firme en su posición bélica. Según su criterio, la presencia de Gutiérrez amenazaba el orden en su provincia y se empeñó por convencer al director de la Confederación de sus puntos de vista. Urquiza envió a Miguel Rueda y al coronel Manuel Puch a las provincias de Córdoba, Santiago del Estero, Salta y Tucumán, con el objetivo de conseguir la paz en el Norte. La misión fracasó, según Rueda, por la negativa de Gutiérrez a tener una conferencia con Manuel Taboada, si éste no reconocía previamente su gobierno. Otra misión de paz, promovida por los gobiernos de Salta y Jujuy, enviaron sus comisionados y hubo otra en la que participó el general Rudecindo Alvarado a propuesta del gobernador de Santiago del Estero. Las iniciativas de las provincias también fracasaron.
Como consecuencia de esto, en junio de 1853, tropas santiagueñas invadieron la provincia de Tucumán. Este acto estaba prohibido por la Constitución Nacional que ya se encontraba vigente. A comienzos de octubre, Gutiérrez atacó Santiago del Estero, invadiendo Río Hondo en dos flancos: el izquierdo al mando de Manuel Ibarra y el derecho comandado por José S. Coronel. Gutiérrez logró derrotar a los Taboada en el combate de Río Hondo y ocupó la capital de la provincia con 3000 hombres. Los Taboada optaron por replegarse hacia el Sur y Manuel delegó el mando en Pedro P. Olaechea desde el 4 de octubre de 1853 hasta marzo de 1854.
Las tropas tucumanas y santiagueñas finalmente se enfrentaron en la batalla de Tacanitas, el 21 de octubre. Durante la misma, el jefe de las fuerzas tucumanas Tomás Lobo, le gritó a Manuel Taboada invitándolo a un combate mano a mano. Manuel aceptó y en ese duelo personal el gobernador santiagueño dio muerte al coronel Lobo en un sablazo que le partió la cabeza. De esta manera, los caudillos santiagueños vencieron en Tacanitas a la vanguardia de Gutiérrez, quien tuvo que abandonar Santiago del Estero, ya que los Taboada habían invadido nuevamente su provincia. Sucedía que José María Del Campo había organizado una revolución y se había hecho nombrar gobernador de Tucumán. Al regresar Gutiérrez a la capital tucumana, Campo se retiró hacia Monteros, donde negoció el auxilio militar que recibiría de Santiago del Estero. Manuel Taboada designó a su hermano Antonino como general en jefe del ejército aliado.
Para evitar otro enfrentamiento armado, el gobierno nacional designó una comisión integrada por el presbítero Benjamín Lavaysse y el coronel Marcos Paz. Sin embargo, la parcialidad de estos hombres unitarios hizo fracasar las negociaciones y Gutiérrez fue declarado intruso y rebelde. Finalmente, el 25 de diciembre de 1853, los Taboada derrotaron a Gutiérrez en la batalla de Los Laureles. El campo quedó cubierto de cadáveres, se tomaron 450 prisioneros, piezas de artillería y fusiles. Gutiérrez terminó huyendo a Bolivia.
Desde entonces, Manuel Taboada se convirtió en el jefe del partido liberal (anteriormente unitario) del Norte de la Argentina. Extendieron sus alianzas a Salta y otras provincias, pero tuvieron menos éxito. Curiosamente, esta guerra impidió que las provincias de Santiago del Estero y Tucumán eligieran sus electores para las elecciones presidenciales de 1853, llevadas a cabo el 20 de febrero de ese año.
El 25 de noviembre, Manuel Taboada fue elegido gobernador por la Legislatura provincial para un nuevo período de tres años.

#### Educación y defensa de fronteras

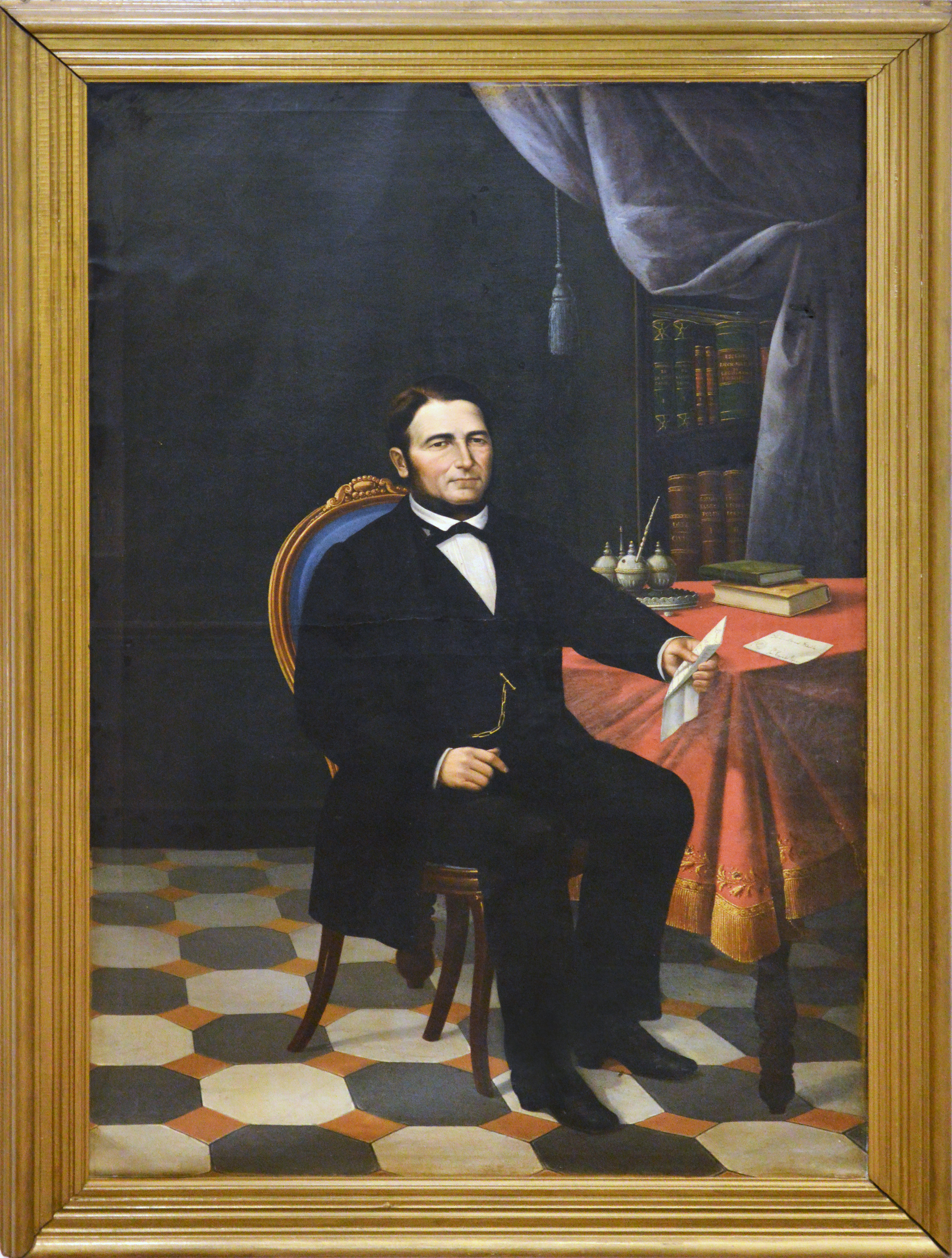
Manuel Taboada, óleo de Felipe Taboada (CCB).

Durante sus dos primeros mandatos no se sancionó ninguna ley o reglamento, tanto del Poder Legislativo y Ejecutivo, para impulsar la educación en la provincia. El 1 de julio de 1854, Taboada informó al ministro de Instrucción Pública de la Confederación, Santiago Derqui, que en la provincia solo existían las siguientes escuelas: la de fray Grande en el convento de los dominicos, la de la señora Inés Urrejola y dos más en Loreto (de Suárez y Pereyra).
Durante su gobierno subsidió varias escuelas. En 1856 oficializó la escuela de la señora Urrejola y le otorgó una remuneración mensual del gobierno a la maestra. También fueron subsidiadas con $30 las escuelas de Loreto, Sumamao y Villa La Punta. Estas fueron las primeras políticas públicas aplicadas para lograr el mantenimiento y la difusión inicial de la educación en la provincia. Anunció un nuevo establecimiento de primeras letras en El Bracho y otros tres proyectos para crear escuelas en Salavina, Choya y Capital. Esta última fue planificada con las características de la agrimensura según la presentación de Amadeo Jacques en la Legislatura, aunque no pudo llevarse a cabo debido a la falta de recursos. Durante esta época, fueron mayores los gastos militares en comparación con el resto de las áreas de gobierno.
Con el gobierno de Córdoba, convino un plan de defensa de las fronteras que estaban permanentemente amenazadas por los indígenas. Mejoró mucho el ejército provincial y en septiembre de 1855 delegó el mando en el presidente de la Legislatura, Juan Francisco Borges, y junto con su hermano Antonino movilizaron a las guardias nacionales para perseguir a los aborígenes, quienes fueron duramente golpeados ocasionándoles muchas muertes. Sus principales esfuerzos se concentraron en la frontera con los indígenas del Chaco, donde fundó fuertes y colonias militares, entre ellos las actuales ciudades de Añatuya y Suncho Corral. El Fortín El Bracho, que también era prisión en la época de Ibarra, siguió teniendo ese uso, a pesar de que logró difundir una efectiva propaganda que destacaba su supuesta transformación en una colonia modelo.

#### Exploración del río Salado
Entre 1855 y 1856, el propio Manuel acompañó varias de las expediciones de exploración al Chaco, delegando el mando en Borges en cada oportunidad que salía a la campaña. Taboada propició sobre todo las orientadas a demostrar la navegabilidad del río Salado. El proyecto de Manuel y Antonino Taboada consistía en canalizar el Salado para poder enviar la producción del campo hacia Buenos Aires, a través del río Paraná. Para ello, Manuel apoyó la labor de Amadeo Jacques, que había sido comisionado por el gobierno nacional. También Taboada prestó ayuda a Thomas Page en sus estudios para la navegación de esa vía fluvial. Lo mismo hizo con la firma Smith Hnos. & Cía., en 1856. En ese mismo año, contrató a Esteban Rams y Rubert, quien en noviembre hizo el recorrido completo del río Salado en 18 días. Para esa misión utilizó un pequeño vapor y fue acompañado por un contingente de tropas santiagueñas, comandadas por el general Antonino Taboada.
Con las sucesivas exploraciones se fue desistiendo del proyecto de navegabilidad del Salado, lo cual era simplemente absurdo. Los ríos en el desierto nunca son navegables, sobre todo porque se usan para riego, lo cual le resta caudal y profundidad; pero eso no se sabía entonces.

#### Política económica
En los primeros años de gestión del gobernador Manuel Taboada, fueron mayores los gastos militares debido a la guerra con Tucumán. Entre 1852 y 1853, se presupuestaron en total $12 542 y $31 122 respectivamente, de los cuales se destinaron para el sostenimiento de las armas $5053 y $19 039, es decir, 40,3% y 61% del presupuesto total respectivamente.
En 1857, salió del presupuesto provincial la suma de $47 529 pesos oro para pagar 17 meses de sueldo por el servicio de fronteras. Ese mismo año la provincia solicitó ayuda al tesoro nacional para poder cubrir los gastos ordinarios de su presupuesto, y recibió la suma de $20 000. Juan Francisco Borges debió dirigirse a Paraná, la entonces capital de la Confederación Argentina, para cobrar el préstamo. En septiembre se creó en la provincia el impuesto de patentes, suprimiéndose los de tránsito (prohibidos por la Constitución Nacional) y aduana (que pasó a ser nacional).
Durante el gobierno de Taboada, la economía santiagueña estuvo organizada bajo un sistema similar al feudal. La tierra y las grandes estancias eran propiedad de las familias más ricas y reconocidas. En ellas habitaban muchas personas, quienes trabajaban para sus dueños. A su vez, sus patrones les ayudaban y les daban protección, especialmente contra los ataques de los indígenas. El salario de los peones tenía poca o nula incidencia, ya que su trabajo se compensaba con el arrendamiento de las tierras y con el cuidado y alimentación del ganado. La producción agrícola y ganadera de la provincia salía de esas estancias. Se comercializaba trigo y maíz, que era transportado a Buenos Aires en carretas. Los propietarios tenían la madera para construirlas y los bueyes para movilizarlas. Cuando escaseaba el trigo, en los bañados del Salado se tiraban las semillas y el cereal crecía solo.

#### Organización del Estado provincial

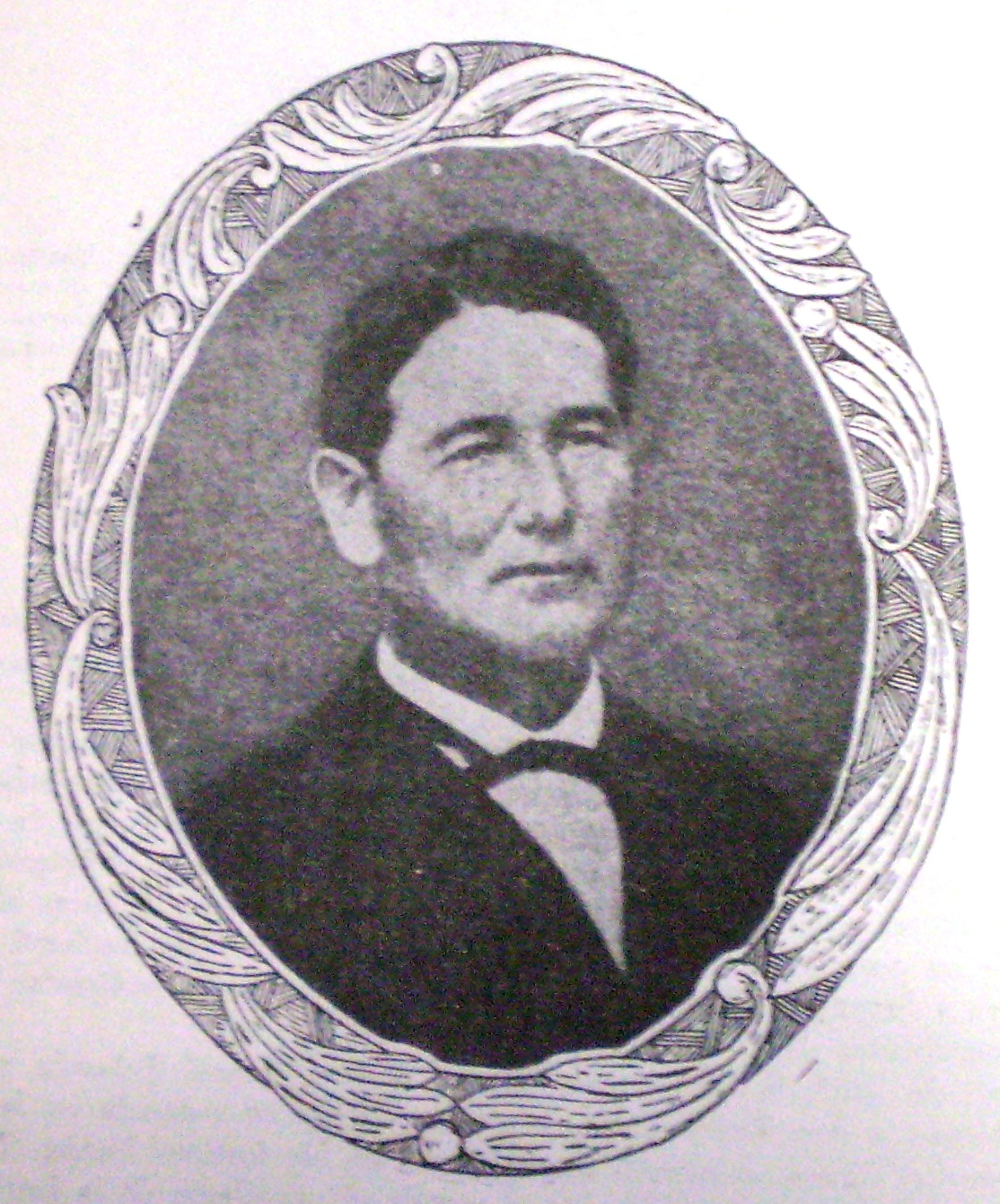
Manuel Taboada.

Manuel Taboada tuvo en sus primeros años de mandato la difícil etapa de organizar institucionalmente la provincia, mientras esta sufría los ataques de los indígenas y de los enemigos de las provincias vecinas. Una vez aplacadas las guerras, Taboada tuvo a su cargo dirigir el proceso tendiente a institucionalizar la provincia, de acuerdo con los lineamientos y normas de la Constitución Nacional de 1853. El 13 de octubre de 1854 convocó al pueblo para elegir constituyentes para una convención que se reuniría en diciembre de ese año. Allí se establecieron los requisitos para ser elegido, secciones electorales, etc. Esa convocatoria fue postergada por casi dos años.
Recién el 19 de mayo de 1856 se convocó nuevamente a una elección de los constituyentes. En junio, Taboada designó una comisión redactora del anteproyecto de Constitución, la cual estuvo integrada por Pedro Ramón Alcorta, Juan Francisco Borges, Luciano Gorostiaga, Domingo E. Navarro y Manuel Palacio. Integrada la convención constituyente, se redactó la primera Carta Magna de la provincia. Esta fue elevada al Congreso de la Nación, que la aprobó en agosto de ese mismo año. El 25 de mayo de 1857 se juró la nueva Constitución en todas las ciudades de la provincia.
El 23 de noviembre de 1857, Manuel dejó el gobierno en manos de Juan Francisco Borges, quien fue elegido ese mismo día por la Sala de Representantes como primer gobernador constitucional de la provincia con un mandato de dos años. Borges fue simplemente un subordinado del caudillo. Estuvo a punto de apoyar a Buenos Aires en la guerra civil de 1859, pero la victoria nacional en la batalla de Cepeda lo evitó. Al año siguiente, los electores santiagueños votaron por la fórmula Mariano Fragueiro – Antonino Taboada, opuesta a la que triunfó de Santiago Derqui – Juan Esteban Pedernera.

### Nuevos conflictos
A continuación fue elegido gobernador Pedro Ramón Alcorta, otro miembro del mismo círculo, pero que intentó gobernar por sí mismo, sin depender de Taboada, quien le ordenó nombrarlo a él como su ministro. Como el gobernador se negó, Manuel Taboada dirigió una revolución por la que depuso al mandatario tras una pequeña batalla. Alcorta se refugió en Tucumán y solicitó al gobierno nacional la intervención federal a la provincia. El presidente Derqui nombró al gobernador tucumano Salustiano Zavalía como interventor y este se trasladó a Santiago del Estero. Zavalía consiguió que Taboada reconociera a Alcorta nuevamente como gobernador, a cambio de la renuncia de los diputados alcortistas, nombrar a Antonino comandante de armas y a Manuel como su ministro de gobierno.
En esas condiciones, las negociaciones fracasaron y Alcorta pidió nuevamente ayuda al gobierno nacional, solicitando una nueva intervención y mayor auxilio militar. El 6 de julio de 1861, el vicepresidente Juan Esteban Pedernera decretó una nueva intervención federal a la provincia de Santiago del Estero, designando al exgobernador de Catamarca, general Octaviano Navarro, como interventor. Navarro formó un poderoso ejército con tropas de su provincia, de Tucumán y de Salta, venció a José María del Campo en Tucumán y ocupó la ciudad de Santiago del Estero en noviembre de 1861. En ese momento llegó la noticia de la batalla de Pavón, en que habían triunfado los porteños de Bartolomé Mitre. Navarro abandonó Santiago del Estero y los Taboada derrotaron en la batalla del Ceibal a los federales de Gutiérrez.
Pedro Gallo continuó como gobernador de Santiago del Estero a partir del 24 de noviembre de 1861. El 24 de abril de 1862, al finalizar su mandato, la Sala de Representantes eligió como su sucesor a Manuel Taboada. Como este último se encontraba acompañando a su hermano Antonino en una batida contra los pueblos originarios en la frontera del río Salado, la Legislatura dispuso que su presidente, Pablo Lascano Vieyra, se hiciera cargo del poder ejecutivo.

### Gobernador de Santiago del Estero: tercer mandato
Manuel Taboada juró y asumió el gobierno el 8 de junio de 1862, iniciando su tercer mandato y el primero constitucional. Designó como ministro general a Amancio González Durán, como jefe de policía a Martín Herrera, como tesorero a Miguel Silvetti y al general Antonino Taboada como jefe de frontera y comandante general de armas de la provincia. Como secretario, nombró a Eusebio Gómez. Su tercer mandato fue similar al primero, con la diferencia de que ahora tenía buenas relaciones con el gobierno central.

#### Alianza con Mitre y operaciones militares

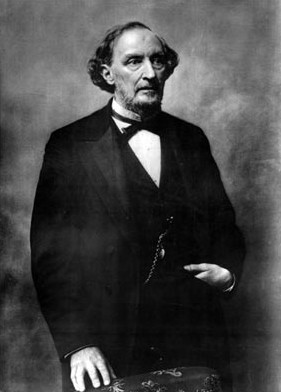
El presidente Mitre tuvo el apoyo de los Taboada para sofocar las montoneras federales del Norte.

Taboada enseguida hizo elegir un gobierno liberal en Catamarca, bajo el liderazgo de Ramón Rosa Correa. También se puso al frente de las provincias del Norte para apoyar la política del gobernador porteño, Bartolomé Mitre, que sería elegido presidente en 1862 con el apoyo de todas las provincias, cuyos gobiernos surgieron de la misma manera que los del Norte: por la violencia de Taboada, de los porteños o de sus aliados. Por su amistad con Mitre, la ubicación geográfica de la provincia y el poderío de sus tropas, los hermanos Taboada fueron de cierta forma sus representantes, su fortaleza y la base de operaciones para las fuerzas nacionales en el Norte argentino. El gobierno nacional otorgó un subsidio de $1000 mensuales para reforzar el presupuesto provincial y los gastos militares.
A comienzos de 1863, Manuel Taboada delegó el mando en el presidente de la Sala de Representantes y marchó hacia la frontera entre las provincias de Catamarca y La Rioja, atento a que Felipe Varela y las montoneras de Severo Chumbita extendieron su acción a la provincia de Catamarca y habían conseguido derrocar al gobernador Correa. Manuel Taboada invadió Catamarca con una fuerza de 600 hombres, a la que luego se unió otra al mando de su hermano Antonino, con 700 soldados más. El 21 de abril se produjo el combate de Huillapima (o Villaprima), donde las tropas de los Taboada vencieron a unos 200 hombres de la vanguardia de Felipe Varela en el actual Departamento Capayán, Catamarca. Al día siguiente derrotó separadamente a la vanguardia del teniente coronel Carlos Ángel y a su división principal en el combate de Chumbicha. Taboada cargó sorpresivamente sobre sus enemigos y tras derrotarlos los persiguió tenazmente. El 3 de mayo, en un arroyo próximo a la capital riojana, se produjo la batalla de Mal Paso, donde Taboada con milicias santiagueñas y tropas aliadas de Tucumán y Catamarca, derrotaron a las fuerzas federales riojanas, al mando de su gobernador Juan Bernardo Carrizo. Esto permitió a la alianza de gobernadores afectos al partido liberal controlar la provincia de La Rioja, núcleo de la resistencia federal contra el gobierno nacional.

#### Navegación y canalización del río Salado

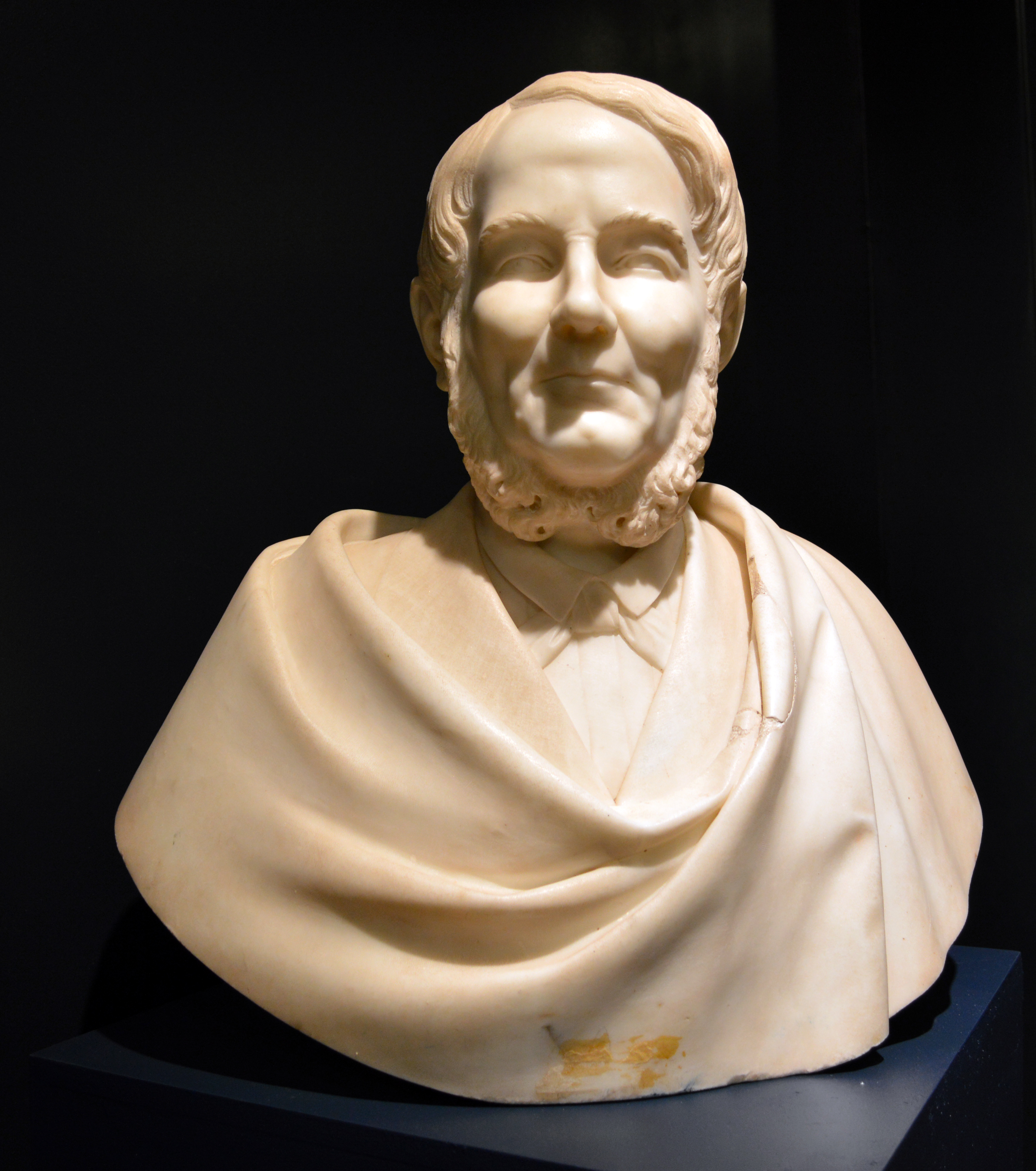
Busto de Manuel Taboada (CCB).

Durante este período se practicaron estudios para desviar y canalizar el río Salado por su antiguo cauce. Se dispuso recaudar fondos en todas las localidades de la provincia para sufragar esos gastos. La comisión a cargo de Gregorio Santillán y Remigio Carol recaudó $420 y rindió cuentas de eso. Los capitales extranjeros, que se habían comprometido a ejecutar las obras, no lo hicieron atemorizados por las constantes guerras que vivían las provincias. El 1 de diciembre de 1862, Esteban Rams y Rubert inició una segunda navegación por el río, esta vez acompañado por el cónsul británico Thomas Joseph Hutchinson.
El 25 de diciembre de 1863, en el paraje Bracho Viejo, Matará, se procedió a inaugurar las obras de canalización, desmonte y limpieza del antiguo cauce del río Salado. Estuvieron presentes el gobernador Taboada, el vicario foráneo Sebastián de Jesús Gorostiaga, quien bendijo las obras, los senadores nacionales Borges y Gallo, los ingenieros Guillermo Coock, Juan Hilderbrand y E. E. Albeck, el empresario Esteban Rams y varias personalidades de la época.

#### Fin del mandato
En febrero de 1864 se impulsó la primera reforma a la Constitución Provincial de 1856. Entre otras modificaciones, se amplió la duración del mandato del gobernador de dos a tres años y su elección seguía siendo atribución de la Sala de Representantes. El 8 de junio de 1864 dejó el gobierno a su primo Absalón Ibarra, quien lo nombró su ministro.
Continuó participando en la guerra contra las últimas montoneras federales, luchando al mando de la infantería santiagueña en la batalla de Pozo de Vargas, contra el caudillo Felipe Varela.
En diciembre de 1867 asumió nuevamente el gobierno provincial.

### El final de la dinastía
Apoyó la candidatura presidencial del candidato de Mitre, Rufino de Elizalde, que llevaba como candidato a vicepresidente al general Wenceslao Paunero. Los electores de Santiago y Corrientes fueron los únicos que votaron por esta fórmula, mientras la mayoría lo hizo por Domingo Faustino Sarmiento. Tuvo muchos roces con el nuevo presidente, que se vengó de los Taboada desviando el ferrocarril a Tucumán, para que no pasara por la capital santiagueña, sino por el límite con Catamarca.
Dejó el mando en diciembre de 1870, a su fiel seguidor Alejandro Montes. Pero, por segunda vez, fue “traicionado” por un gobernador que pretendió ser independiente. Como la vez anterior, Montes fue derrocado por una revolución en junio siguiente, y en su lugar asumió el mando Luis Frías, cuyo ministro era Absalón Ibarra.
Manuel Taboada murió en Santiago del Estero el 7 de septiembre de 1871. Cuatro años más tarde, su primo Ibarra y su hermano Antonino tuvieron que abandonar la provincia por una revolución armada desde la capital por el presidente Nicolás Avellaneda.
La Genealogía de los Taboada llega hasta nuestros días, y el abolengo de los Taboada está emparentada con otras familias patricias del norte argentino así como de Buenos Aires, las ramas más importantes de los Taboada, entre otras, son las de los: Taboada Pinto, Mendilarhzu Taboada , Taboada Gorostiaga (descendientes directos de José Benjamín Gorostiaga, destacado abogado, político y constitucionalista argentino), García Taboada (de esta familia, que desciende de Ramón García de León y Pizarro se desprende su descendencia directa los García Yáñez), Taboada Cueto, Taboada Figueroa con ascendencia por los Figueroa con José Figueroa Alcorta, González Taboada, Ugarte Taboada, Taboada y Salvatierra que desciende de manera troncal con España con el Condado de Salvatierra, Taboada y Frías, Gil de Taboada que provienen de Francisco Gil de Taboada, Taboada de Zúñiga (esta rama emparentada los García de Zúñiga) y Lemos Taboada, por parte de Ibarra tiene descendientes directos de Juan Felipe Ibarra en la ciudad de Concepción provincia de Tucumán, Entre otros.